# Sommaing
Sommaing ist eine französische Gemeinde im Département Nord in der Region Hauts-de-France. Sie gehört zum Kanton Caudry im Arrondissement Cambrai.

## Geografie
Die Gemeinde Sommaing liegt am Écaillon im Süden der früheren Grafschaft Hennegau, elf Kilometer südlich von Valenciennes. Sie grenzt im Norden an Quérénaing, im Osten und Süden an Vendegies-sur-Écaillon und im Westen an Verchain-Maugré.

## Bevölkerungsentwicklung
| Jahr                       | 1962 | 1968 | 1975 | 1982 | 1990 | 1999 | 2006 | 2013 | 2021 |
| Einwohner                  | 326  | 327  | 214  | 292  | 331  | 340  | 335  | 390  | 398  |
| Quellen: Cassini und INSEE |      |      |      |      |      |      |      |      |      |

## Sehenswürdigkeiten

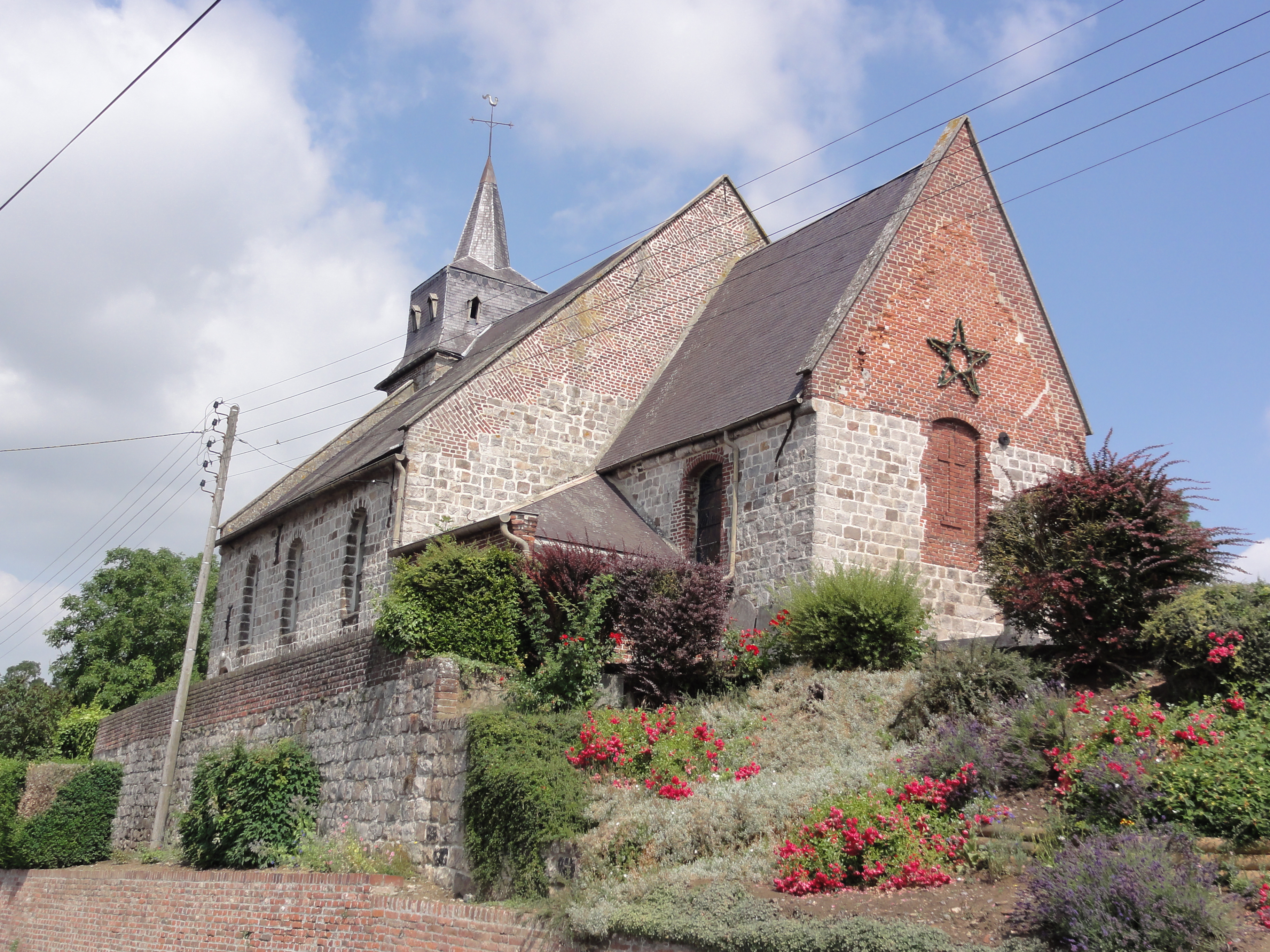
Kirche Saint-Quentin
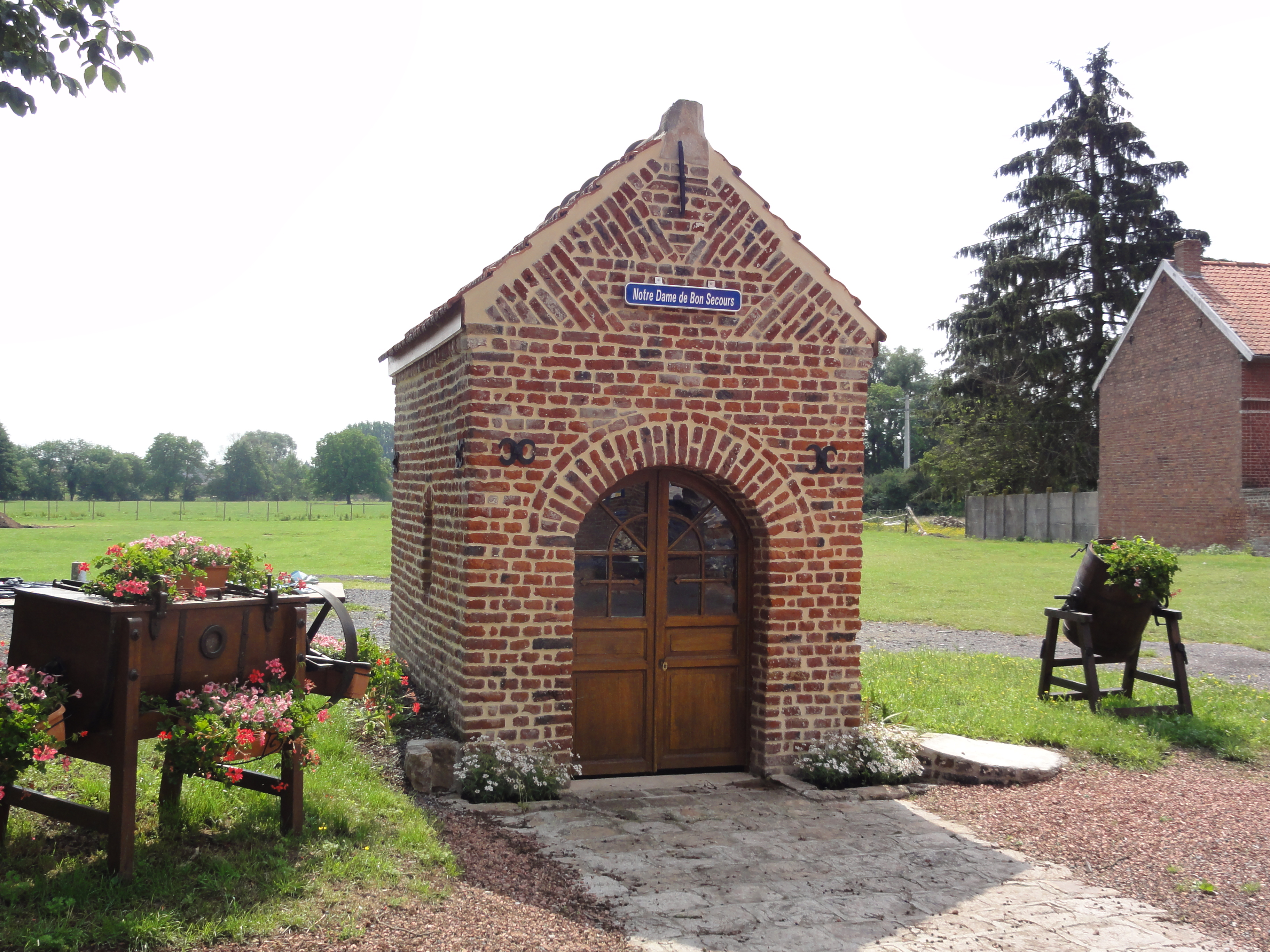
Oratorium Notre-Dame des Victoires
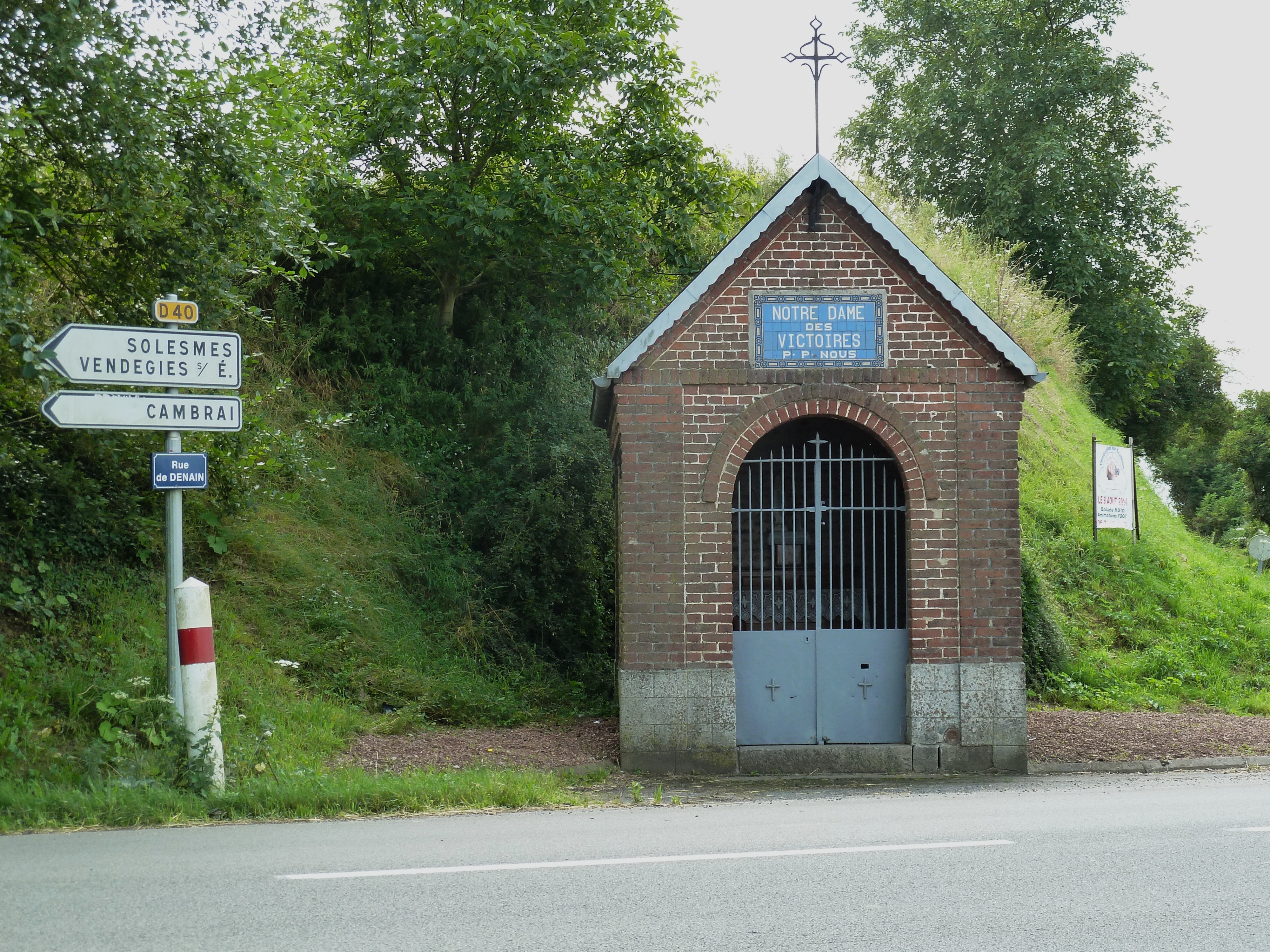
Oratorium Notre-Dame de Bon Secours
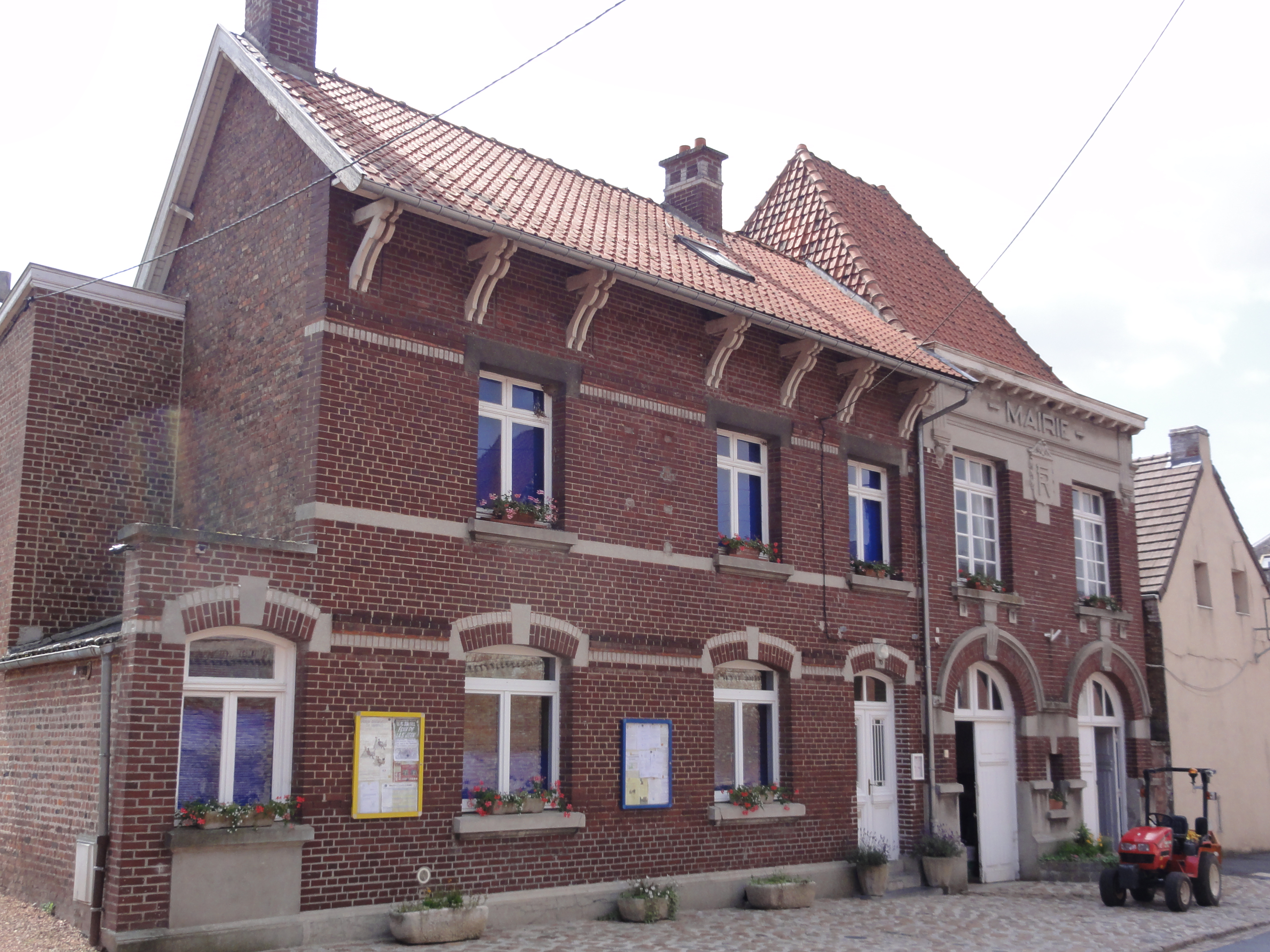
Rathaus (mairie)
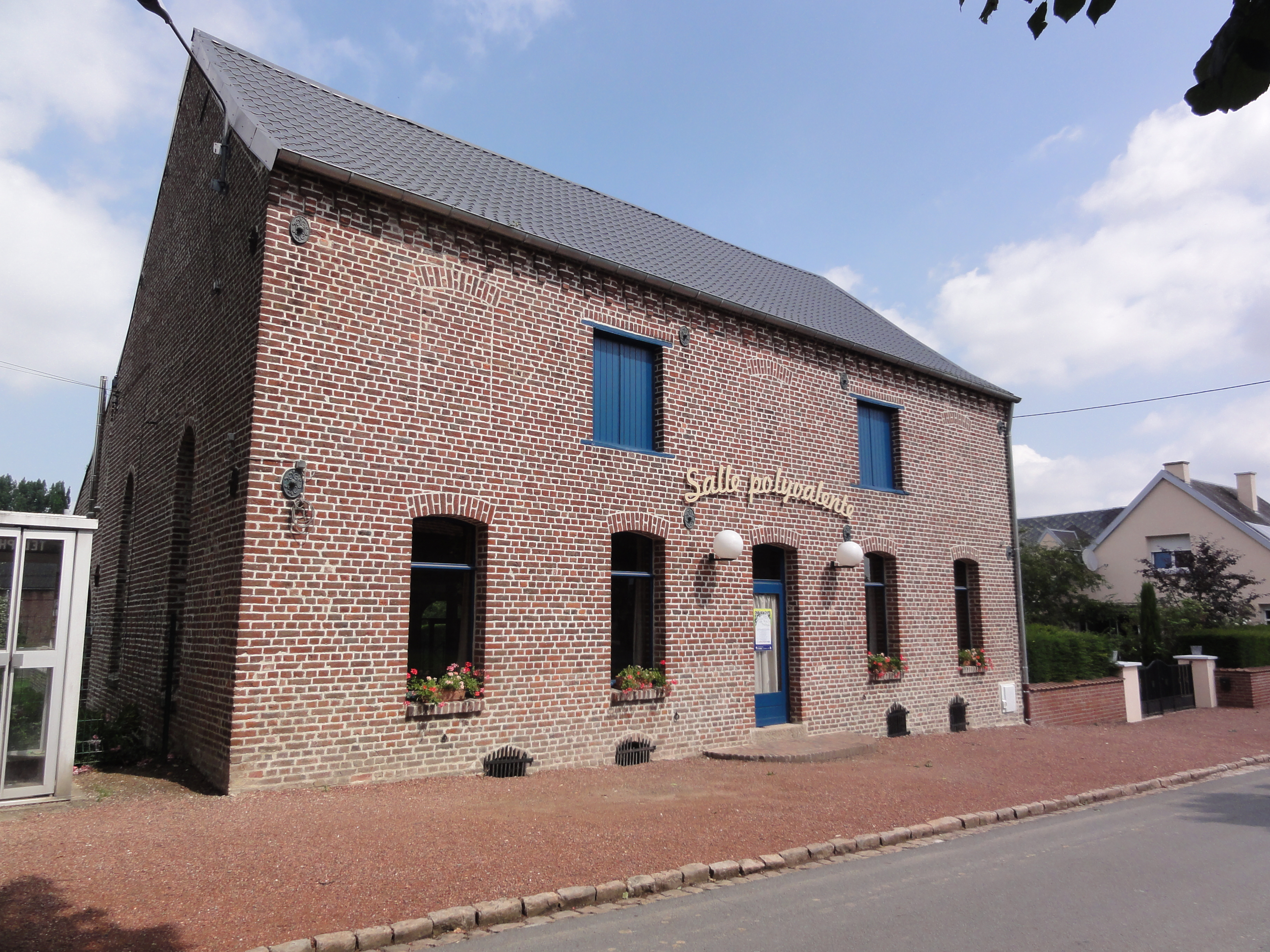
Gemeindefesthalle
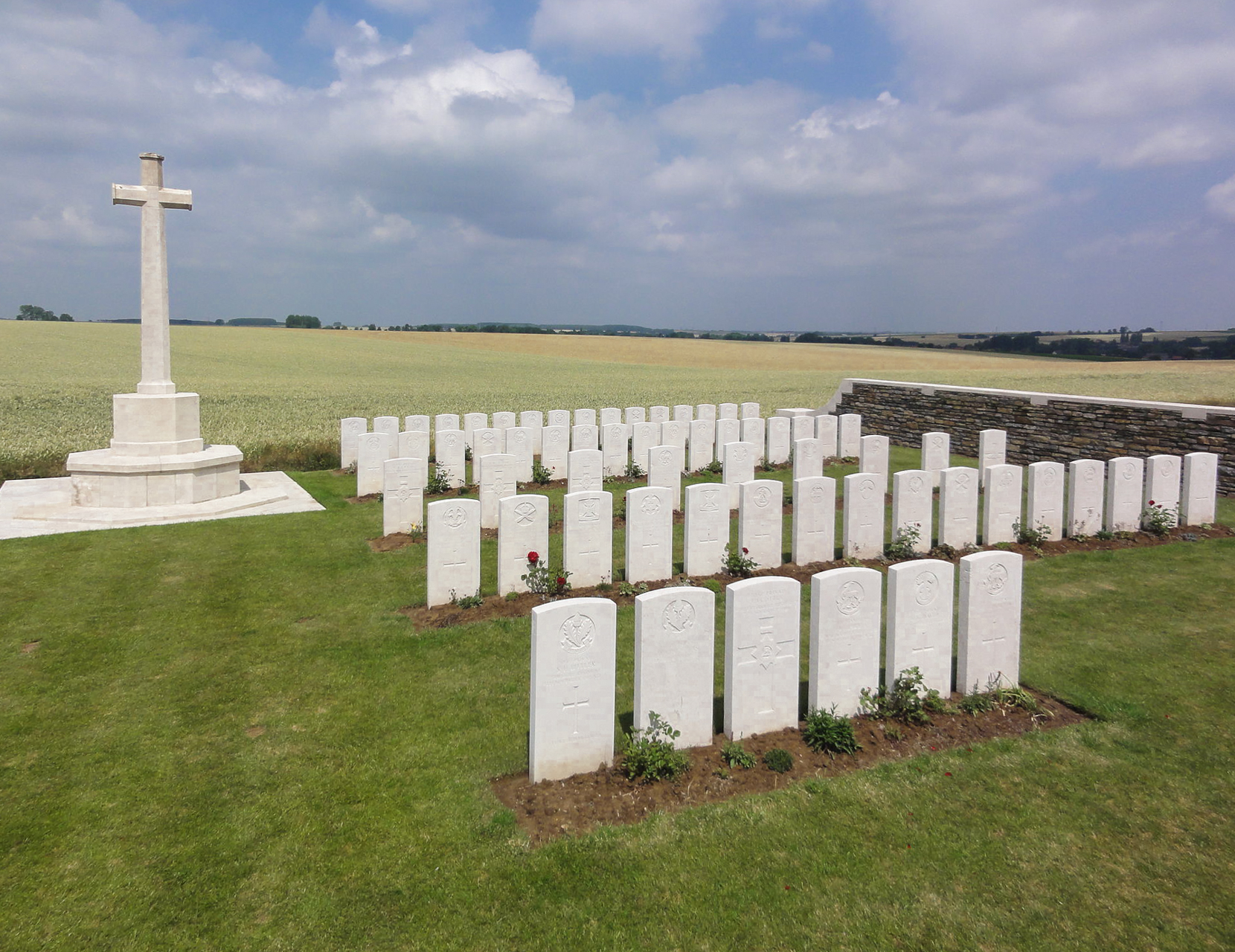
Soldatenfriedhof
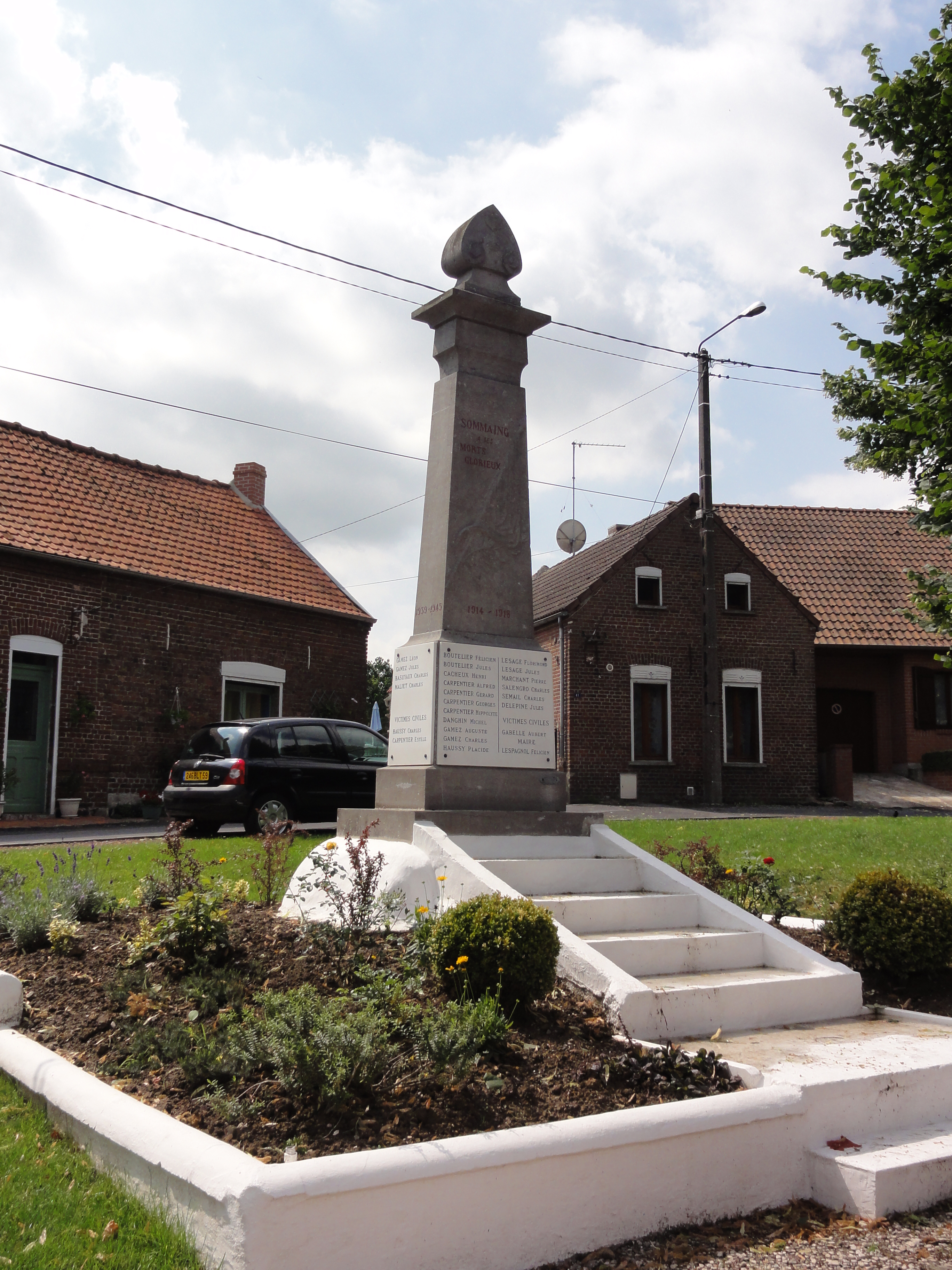
Gefallenendenkmal

- Oratorium Rue de Robinson
- Soldatenfriedhof des Commonwealth

- Kirche Saint-Quentin
- Oratorium Notre-Dame de Bon Secours
- Oratorium Notre-Dame des Victoires
- Rathaus (mairie)
- Gemeindefesthalle
- Soldatenfriedhof
- Gefallenendenkmal